# It's Your First Kiss, Charlie Brown

It's Your First Kiss, Charlie Brown (no Brasil: O primeiro beijo de Charlie Brown [Maga-SP] ou É o seu primeiro beijo, Charlie Brown [VTI-Rio]) é o décimo-sexto especial de TV baseado na tira Peanuts, de Charles M. Schulz, exibido pela primeira vez na CBS em 24 de outubro de 1977 . No Brasil foi exibido pelo SBT na década de 80 (com dublagem da Maga), pela Rede Globo entre o final da década de 80 e o início da década de 90 (com dublagem da Herbert Richers) e pela Record entre 2007 e 2008 (com dublagem da VTI), além de ter sido lançado em VHS (também na década de 80 e com dublagem da Maga) e posteriormente em DVD.
Neste especial ocorre a primeira aparição da Garotinha Ruiva na TV (antes ela era apenas mencionada), além de ser o primeiro especial com trilha sonora de autoria de Ed Bogas, que substituiu Vince Guaraldi em função de sua morte no ano anterior.

## Sinopse
O desenho começa com um desfile cívico, o qual antecede um jogo de futebol americano, onde Charlie Brown e sua turma irão competir, e após o jogo ocorrerá um baile, onde os meninos serão escoltas da rainha do baile e de sua corte. E para a sorte de Charlie Brown, a rainha é a Garotinha Ruiva, cujo nome verdadeiro é Heather, e ele é quem fará a escolta dela. No jogo, onde Patty Pimentinha é a capitã, Lucy a todo momento tira a bola do caminho quando Charlie Brown vai chutá-la, fazendo com que o time perca por somente um ponto, e como se não bastasse Lucy o humilha e Patty Pimentinha finge que não viu os atos desonestos de Lucy e o culpa injustamente pela derrota. Assim mesmo ocorre o baile à noite e Charlie Brown (que estava muito ansioso) escolta a Garotinha Ruiva até o meio do salão e lhe dá um beijo em seu rosto, deixando Charlie tão feliz que o faz sonhar acordado e quando vê, estava em sua cama, acordando no meio da noite. Na manhã seguinte Charlie Brown e Lino conversam sobre o jogo e o baile, mas Charlie Brown não se lembra de nada, apesar de Lino tentar fazê-lo se lembrar. Apesar disso Charlie Brown ao menos se satisfaz por ter dado seu primeiro beijo, e na menina que mais ama.